# Roning under sommer-OL 1996
Roning under sommer-OL 1996 foregik på søen Lake Lanier, Georgia, USA fra 21.-28. juli. Letvægtsroning var en del af programmet for første gang. De tre nye kategorier var "dobbeltscullere letvægt mænd", "Firer uden styrmand letvægt mænd" og "dobbeltscullere letvægt kvinder".

## Medaljevindere

### Mændenes konkurrencer
| Konkurrence                | Guld | Sølv | Bronze |
| -------------------------- | --- | --- | --- |
| Single sculler             | Xeno Müller (SUI) | Derek Porter (CAN) | Thomas Lange (GER) |
| Dobbeltsculler             | Agostino Abbagnale · og Davide Tizzano (ITA) | Steffen Skår Størseth · og Kjetil Undset (NOR) | Frédéric Kowal · og Samuel Barathay (FRA) |
| Dobbeltfirer               | Tyskland (GER) · Andreas Hajek · Stephan Volkert · André Steiner · André Willms | USA (USA) · Tim Young · Eric Mueller · Brian Jamieson · Jason Gailes | Australien (AUS) · Janusz Hooker · Bo Hanson · Duncan Free · Ronald Snook |
| Toer uden styrmand         | Matthew Pinsent · og Steve Redgrave (GBR) | DDavid Weightman · og Robert Scott (AUS) | Michel Andrieux · og J. C. Rolland (FRA) |
| Firer uden styrmand        | Australien (AUS) · Nicholas Green · Drew Ginn · James Tomkins · Mike McKay | Frankrig (FRA) · Bertrand Vecten · Olivier Moncelet · Daniel Fauche · Giles Bosquet | Storbritannien (GBR) · Gregory Searle · Jonathan William Searle · Rupert John Obholzer · Tim James Foster |
| Otter                      | Holland (NED) · Koos Maasdijk · Ronald Florijn · Jeroen Duyster (styrmand) · Michiel Bartman · Henk-Jan Zwolle · Niels van der Zwan · Niels van Steenis · Diederik Simon · Nico Rienks | Tyskland (GER) · Mark Kleinschmidt · Detlef Kirchhoff · Wolfram Huhn · Roland Baar · Marc Weber · Ulrich Viefers · Peter Thiede (styrmand) · Thorsten Streppelhoff · Frank Jörg Richter | Rusland (RUS) · Pavel Melnikov · Andrej Glukhov · Anton Chermashentsev · Aleksandr Lukyanov (styrmand) · Nikolai Aksyonov · Dmitri Rozinkevich · Sergei Matveyev · Roman Monchenko · Vladimir Volodenkov · Vladimir Sokolov |
| Dobbeltsculler letvægt     | Michael Gier · og Markus Gier (SUI) | Maarten van der Linden · og Pepijn Aardewijn (NED) | Bruce Hick · og Anthony Edwards (AUS) |
| Toer uden styrmand letvægt | Danmark (DEN) · Victor Feddersen · Niels Henriksen · Thomas Poulsen · Eskild Ebbesen                                                                                                   | Canada (CAN) · Brian Peaker · Jeffrey Lay · Dave Boyes · Gavin Hassett | USA (USA) · Marc Schneider · Jeff Pfaendtner · David Collins · William Carlucci |

### Kvindernes konkurrencer
| Konkurrence             | Guld | Sølv | Bronze |
| ----------------------- | --- | --- | --- |
| Single sculler          | Ekaterina Karsten (BLR) | Silken Laumann (CAN) | Trine Hansen (DEN) |
| Dobbeltsculler          | Kathleen Heddle · og Marnie McBean (CAN) | Zhang Xiuyun · og Cao Mianying (CHN) | Irene Eijs · og Eeke van Nes (NED) |
| Dobbeltfirer            | Tyskland (GER) · Katrin Rutschow-Stomporowski · Jana Sorgers · Kerstin Köppen · Kathrin Boron                                                                         | Ukraine (UKR) · Svetlana Maziy · Dina Myftakhutdinova · Inna Frolova · Olena Ronzhyna                                                                             | Canada (CAN) · Laryssa Biesenthal · Diane O'Grady · Kathleen Heddle · Marnie McBean |
| Toer uden styrmand      | Megan Still · og Kate Slatter (AUS) | Karen Kraft · og Melissa Schwen (USA) | Christine Gosse · og Helene Cortin (FRA) |
| Otter                   | Rumænien (ROM) · Liliana Gafencu · Veronica Cochelea · Elena Georgescu · Anca Tănase · Doina Spircu · Marioara Popescu · Ioana Olteanu · Elisabeta Lipă · Doina Ignat | Canada (CAN) · Anna van der Kamp · Tosha Tsang · Lesley Thompson · Emma Robinson · Jessica Monroe · Heather McDermid · Maria Maunder · Theresa Luke · Alison Korn | Hviderusland (BLR) · Yelena Mikulich · Marina Znak · Natalya Volchek · Natalia Stasyuk · Tamara Davydenko · Valentina Skrabatun · Natalya Lavrinenko · Yaroslava Pavlovich · Aleksandra Pankina |
| Dobbeltsculler, letvægt | Constanţa Burcică · og Camelia Macoviciuc (ROU) | Teresa Bell · og Lindsay Burns (USA) | Virginia Lee · og Rebecca Joyce (AUS) |

## Medaljeoversigt
| Placering | Land                 | Guld | Sølv | Bronze | Total |
| --------- | -------------------- | ---- | ---- | ------ | ----- |
| 1         | Australien (AUS)     | 2    | 1    | 3      | 6     |
| 2         | Tyskland (GER)       | 2    | 1    | 1      | 4     |
| 3         | Schweiz (SUI)        | 2    | 0    | 0      | 2     |
| 3         | Rumænien (ROU)       | 2    | 0    | 0      | 2     |
| 5         | Canada (CAN)         | 1    | 4    | 1      | 6     |
| 6         | Holland (NED)        | 1    | 1    | 1      | 3     |
| 7         | Storbritannien (GBR) | 1    | 0    | 1      | 2     |
| 7         | Danmark (DEN)        | 1    | 0    | 1      | 2     |
| 7         | Hviderusland (BLR)   | 1    | 0    | 1      | 2     |
| 10        | Italien (ITA)        | 1    | 0    | 0      | 1     |
| 11        | USA (USA)            | 0    | 3    | 1      | 4     |
| 12        | Frankrig (FRA)       | 0    | 1    | 3      | 4     |
| 13        | Norge (NOR)          | 0    | 1    | 0      | 1     |
| 13        | Kina (CHN)           | 0    | 1    | 0      | 1     |
| 13        | Ukraine (UKR)        | 0    | 1    | 0      | 1     |
| 16        | Rusland (RUS)        | 0    | 0    | 1      | 1     |